# الصويرة (العراق)

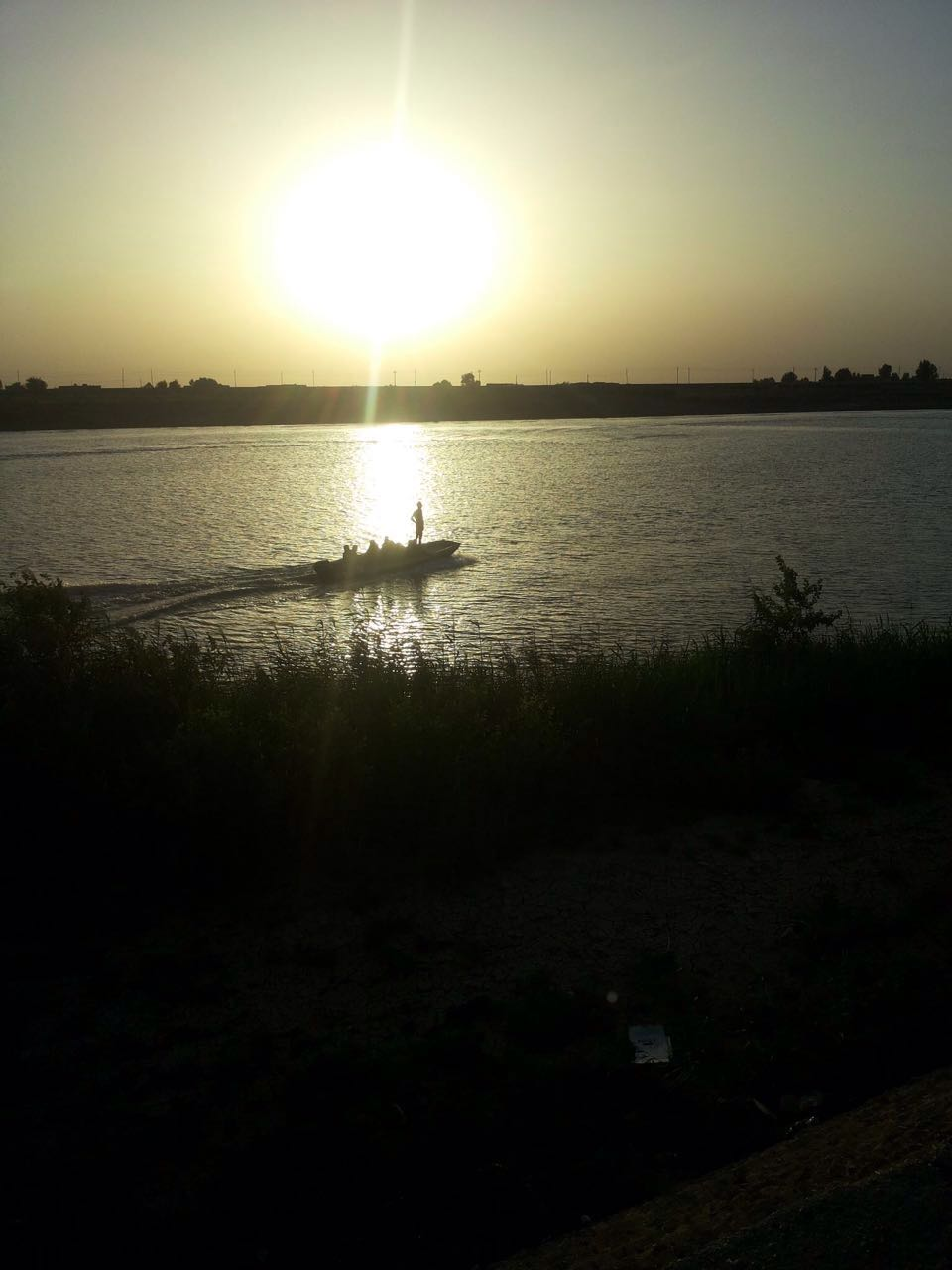
نهر دجلة في قضاء الصويرة

الصويرة مدينة تتبع لمحافظة واسط في العراق وهي مشهورة بمناطقها الزراعية وبساتين الفواكه والنخيل، وتبلغ مساحتها (1777 كم²)، يبلغ عدد سكانها 161 الف نسمة بحسب تعداد عام 2003م. ويقع قضاء الصويرة شمال مدينة الكوت بمسافة 135 كيلومترا ويبعد عن مدينة بغداد نحو 55 كيلومترا جنوبا، من رموزها عبد الكريم قاسم وبارق الحاج حنطه تتبع مدينة الصويرة كل من ناحيتي الزبيدية التي كانت تسمى سابقاً (ناحية اعيوج) والشحيمية.

## في التاريخ
كان يقال لتلك الأنحاء (الجزيرة) قبل ان تؤلف هذه القصبة، وحينما إلتف في موضعها من إلتف من صغار الباعة والعطارية وغيرهم، فغدت سوقاً حاضرة، كان يقال لها بعضهم الجزيرة من باب تسمية الجزء بالكل. ومنهم من كان يسميها (الصيرة) ومنهم الصويرة (بالتصغير). ولا بد من ان اهلها يعرفون لمن كانت أول صيرة فيها. وبعد ذلك اتخذت الحكومة العثمانية القصبة مركزاً لقضاء باسم (الجزيرة) في سنة (1299ه‍/1882م) فان أول ذكر جاء عنها في (سالنامة بغداد) هو في سنة (1300ه‍) ولم تذكرها سالنامة (1299ه‍) والتي قبلها. وكانت الحكومة العثمانية تذكر قضاءها في سالناماتها باسم (الجزيرة) حتى في سنتها الأخيرة. وكان نقل القصبة لسبب إنهيار شطها فصارت في موقعها الحالي. وهي يذكرها كتاب موجز تاريخ البلدان العراقية للسيد عبد الرزاق الحسني انما امر تسمية الصيرة ليس كما ذكره من ان السيد عليوي كان قد بنى متزلاً صغيراً لمأمور الحكومة سماه (صيرة)، وقد رأينا ان اسم الصيرة كان قبل سنة (1314ه‍) تلك السنة التي يقال ان السيد عليوي أنشأ فيها الصويرة، فالسنة التي ذكرها الحسني هي سنة النقل والتحويل أو كان ذلك قبلها بسنة أو سنتين.
واسم الصيرة ليس من انه كان (جزيرة) ثم صار (زيرة) ثم (صيرة) ثم (صويرة)، ولا من الصيرة المشتقة من الصير بمعنى (الماء يحضره الناس)، بل ان الصيرة معناها حضيرة الغنم والبقر. والصيرة في كثير من مدن العراق هي الساحة المحاطة بنبت شائك أو غيره، تدخلها الغنم وامثالها للمبيت فيها، وتطلق أيضًَا على ما يحاط ببيت الشعر وامثاله من نبت درءاً للبرد والسموم، فهذا السياج هو المسمى (صيرة). والصيرة تجيء مجازاً عند الأعراب بمعنى بيت مطلقاً، فيقولون مثلاً: تريد تخريب الصيرة؟.وقد رأت الحكومة حينها ان تقبل التصغير في الكلمة دفعا للإلتباس الذي قد يحدث بين رسمي (الصيرة) و(البصرة).

ومن الحوادث التي سجلتها مجلة لغة العرب عن جريدة الزهور تحت عنوان:حريق في الجزيرة وملخصه ان في ليلة السبت 23 جمادي الآخرى (28 حزيران) بعد صلاة العشاء ظهرت النار في سوق الجزيرة ((قضاء من أقضية بغداد، نظم بصورة قضاء في سنة (1884م) عند فصل ولاية البصرة من ولاية بغداد وهو واقع على ضفة دجلة اليمنى على بعد (59كم) من جنوب شرقي بغداد)) فنادى المنادي بالويل والثبور، فاسرع الناس إلى محل الطامة، وحصروا مأكل النار في موطن، بان هدموا ما حواليه من الأبنية المعرضة للخطر وذلك بهمة قيم مقام القضاء ومن معه. وما مضت ثلاث ساعات إلا وقد خمدت تماما. اما الخسائر فرجل واحد من الأعراب وجد بعد خمود النار محروقاً في إحدى الحوانيت. ونحو نيف وخمسين حانوتاً مع قهوتين وثلاث علاوٍ (جمع علوى وهو محل بيع الحنطة وسائر الحبوب).
 وقد ذكر هذا الحريق عبد العزيز القصاب الذي كان يشغل منصب قائم مقام قضاء الجزيرة في تلك السنة، حيث يقول في مذكراته: لقد حدث حريق في سوق الجزيرة الصويرة في ليلة (25 مايس 1912م) بسبب إحتراق فانوس الحارس في أحد الدكاكين فاشتعل الدكان واستولت النار على دكاكين السوق الباقية وإحتراق السوق القديم بكامله. ولم يحصل ضرر في الأموال حيث نقلت من السوق، ومات أحد الحمالين عندما كان ينقل صندوقاً حديدياً.
اسم الصويرة مشتق من (سويره) الكردية التي تعني الأرض المالحة ويقابلها أيضا كلمة شوره أو (شوره جه) التي تعني المكان المالح غير الصالح للزراعة ومنها حي الشورجة في بغداد وكركوك. وهناك قرية سويره في سهل اربيل الخصب. ويبدو أن التسمية أطلق عليها لدرء العين والحسد حيث انها قرية خصبة وعامرة منذ القدم. وهذا كان ديدن القدماء في رد الحسد حيث كان يسمون أبناءهم بأسماء مقززة واوصاف معكوسة لحفظهم من شر العين الحاسدة. وهناك من يرى أن التسمية ترجع نسبة إلى خاصية المزارع التي تسيج بسياج من اغصان الاشجار والنخيل وتسمى (صيرة), حيث أصبحت (الصيرة) علامة استدلال لدى المسافرين من وإلى كل الاتجاهات. ولا زال بعض الاهالي يسمونها (الصيرة).
ومتداول رأي آخر عن سبب تسميتها بالصويرة حيث قيل أن أصلها هي كلمة (سويرة - المدينة المسورة) من ال (السور) حيث أن مدينة الصويرة محاطة بسور جميل جداً وكبير جداً من البساتين العامرة.

## التقسيم الإداري والتعداد
التعداد السكاني لنواحي قضاء الصويرة عام 2011
- ناحية الشحيمية (33 الف نسمة)
- ناحية الزبيدية (67 الف نسمة)

## أعلام
- عبد الكريم قاسم
- بارق الحاج حنطه
- عبد الكريم فرحان